# Типсей, Правин
Правин Типсей (хинди प्रवीण ठिपसे; 12 августа 1959) — индийский шахматист, гроссмейстер (1997).
Многократный чемпион Индии по шахматам (1982, 1984, 1985, 1989, 1992—1994).
Участник 2-х чемпионатов мира среди юниоров (1975, 1977) и 4-х личных чемпионатов Азии (1998, 2000, 2001, 2003).
В составе национальной сборной участник следующих соревнований:
- 7 олимпиад (1982—1984, 1988, 1992—1994, 1998, 2002).
- 4 командных чемпионата Азии (1983, 1989, 1993, в 2003 играл за второй состав). Выиграл 2 бронзовые медали в команде (1983, 1989) и 2 золотые медали в индивидуальном зачёте (1983, 2003).

## Изменения рейтинга
| Графики недоступны из-за технических проблем. См. информацию на Фабрикаторе и на mediawiki.org. |